# Bács-Kiskun (županija)
Županija Bács-Kiskun (madžarsko Bács-Kiskun vármegye) je županija na jugu Madžarske. Upravno središče županije je Kecskemét.

### Mestna okrožja
- Kecskemét  (sedež županije)

### Mesta in večji kraji
(po številu prebivalcev)
- Baja (38.143)
- Kiskunfélegyháza (32.081)
- Kiskunhalas (29.688)
- Kalocsa (18.449)
- Kiskőrös (15.263)
- Kiskunmajsa (21.091)
- Tiszakécske (11.878)
- Lajosmizse (11.159)
- Jánoshalma (9.866)
- Kecel (9.259)
- Kunszentmiklós (9.078)
- Soltvadkert (7.782)
- Bácsalmás (7.694)
- Solt (7.063)
- Szabadszállás (6.680)
- Izsák (6.187)
- Kerekegyháza (6.051)
- Tompa (4.899)
- Dunavecse (4.249)